# نادي عزام
نادي عزام لكرة القدم (بالإنجليزية: Azam Football Club)‏ هو نادي كرة قدم من دار السلام، تنزانيا، تأسس بتاريخ 23 يوليو 2004 وينافس بالدوري التنزاني الممتاز.
ملعبة الرسمي هو ملعب شامازي الذي يتسع لأكثر من 7000 متفرج.

الشعار السابق

## الإنجازات
- الدوري التنزاني الممتاز: 1[1]

2014
- كأس تنزانيا: 1

2019
- كأس السوبر التنزاني: 1

2016
- كأس سيكافا للأندية: 2

البطولة: 2015، 2018

## روابط خارجية
- الموقع الرسمي